# Giuseppe Giacosa
 (février 2025).
Si vous disposez d'ouvrages ou d'articles de référence ou si vous connaissez des sites web de qualité traitant du thème abordé ici, merci de compléter l'article en donnant les références utiles à sa vérifiabilité et en les liant à la section « Notes et références ».
Giuseppe Giacosa (21 octobre 1847 à Coloretto Parella, près de Turin - 1er septembre 1906, Coloretto Parella) est un poète, un dramaturge et un librettiste italien de la fin du XIXe siècle et du début du XXe. Il est principalement connu pour son travail sur trois livrets d'opéra de Giacomo Puccini : La Bohème, Tosca, Madame Butterfly, tous en collaboration avec Luigi Illica.

## Biographie
Après avoir été mis en lumière avec des drames comme La partita a scacchi en 1871 (La Partie d'échecs) et Il marito amante della moglie en 1871 (Le Mari amant de la femme), se situant dans une reconstitution historique singulière (un Moyen Âge romanesque et rhétorique pour le premier, un XVIIe siècle maniéré pour l'autre), Giacosa, influencé par le naturalisme et par la comédie à la française s'attache à l'élaboration de drames bourgeois. Dans Tristi amori en 1887 (Tristes Amours), dans I diritti dell'anima en 1894 (Les Droits de l'âme), dans Come le foglie en 1900 (Comme les feuilles), dans Il più forte en 1904 (Le Plus Fort), et non sans être retourné en direction d'une reconstitution historique et à tonalité post-romantique avec La signora di Challant en 1891 (La Dame de Challant, interprétée par Sarah Bernhardt), il se fait l'interprète des inquiétudes et du malaise moral du monde bourgeois.
L'activité de librettiste de Giacosa se limite à l'adaptation de La Partie d'échecs par Pietro Abbà Cornaglia et à la collaboration avec Luigi Illica pour les trois opéras que composa Giacomo Puccini entre 1893 et 1904 : La Bohème, Tosca et Madame Butterfly.
Giacosa se réserve l'élaboration des passages proprement lyriques dans le cadre du développement dramatique de l'opéra, et la versification de la trame revient à Illica, certainement plus doué dans la connaissance des mécanismes particuliers du théâtre musical. Il ne fait pas de doutes que l'inclination de Giacosa pour un intimisme naturaliste, qui se traduit largement dans les analyses psychologiques et en particulier dans sa sensibilité vis-à-vis des figures féminines, convient à l'univers de Puccini.
Alors, il ne faut pas s'étonner que Giacosa se sente à l'aise avec La Bohème et se trouve au contraire agacé par un « drame tout de gros faits émotionnels, sans poésie » comme Tosca, qu'il juge inadapté à la musique. Giacosa constitue un point de référence précis pour Puccini et Illica durant la difficile construction d'un livret. Son prestige et son bon caractère doivent souvent intervenir dans la composition pour régler les dissidents entre les plus jeunes et plus impulsifs collaborateurs. Puccini, pour plaisanter, l'appelait Bouddha, en raison de son calme, mais aussi de sa corpulence.
Ceci mis à part, le même Giacosa a plus d'une fois menacé de renoncer à sa charge de librettiste, fatigué qu'il était par les continuelles demandes de remaniement, par les cadences, et surtout par le fait de devoir négliger son propre travail de dramaturge en faveur d'une activité dans laquelle ses capacités d'homme de lettres étaient subordonnées aux nécessités du genre.
La mort de Giacosa met fin à une heureuse période de création artistique. Sans lui, la collaboration entre Puccini et Illica se révèlera impossible. Et Illica, reconnaissant toujours en Giacosa un grand artiste, n'acceptera pas de se voir adjoindre d'autres auteurs.

## Œuvre

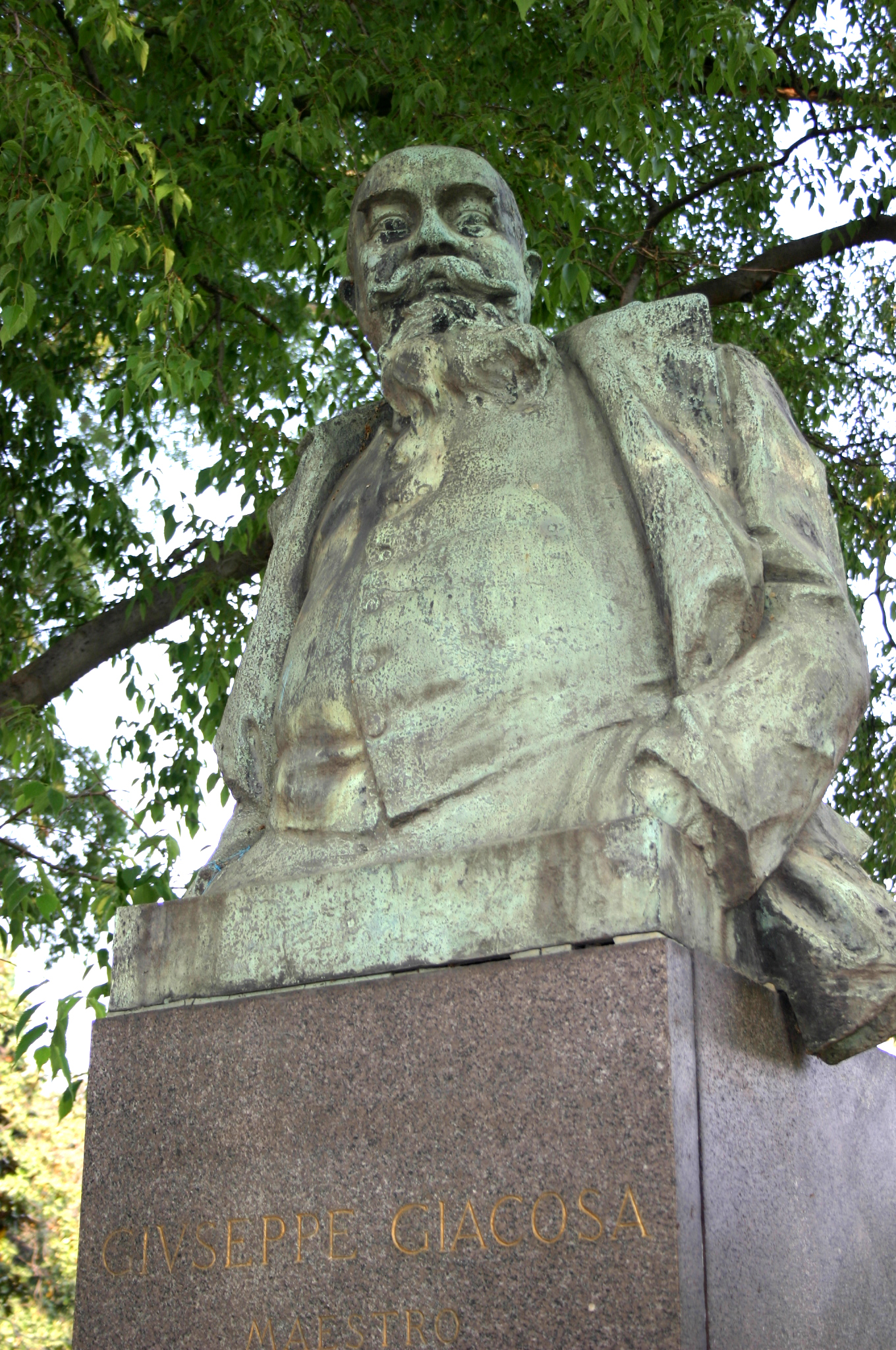
Statue de Giacosa, œuvre de Luigi Secchi.

### Théâtre
- Al pianoforte (it), scène unique (1870)
- Chi lascia la via vecchia per la nuova, sa quel che lascia, e non sa quel che trova (it), comédie en trois actes (1870)
- Una partita a scacchi (it), légende dramatique en un acte (1871)
- A can che lecca cenere non gli fidar farina (it), en un acte (Turin, Teatro Carignano, 16 octobre 1872)
- Non dir quattro se non l'hai nel sacco (it), comédie en un acte (1872)
- La gente di spirito (it), comédie en un acte (1872)
- Storia vecchia (it), comédie en deux actes (Turin, Teatro Gerbino (it), 18 décembre 1872)
- Sorprese notturne (it), comédie en un acte (Turin, Teatro Gerbino, 21 janvier 1875)
- Le Triomphe d'amour (Il trionfo d'amore), légende dramatique en deux actes (Turin, Teatro Gerbino, 30 avril 1875)
- Acquazzoni in montagna (it), comédie en deux actes (Rome, Teatro Valle, 20 février 1876)
- Il marito amante della moglie (it), comédie en trois actes (Milan, Teatro Manzoni, 27 septembre 1876)
- Il fratello d'armi (it), drame en quatre actes (Turin, Teatro Gerbino, 15 octobre 1877)
- Luisa (it), drame en trois actes (Milan, Teatro Manzoni, 21 février 1879)
- Il Conte Rosso (it), drame historique en prologue et trois actes (Turin, Teatro Carignano, 22 avril 1880)
- Il filo (it), saynète philosophico-morale pour marionnettes
- Il punto di vista (it), comédie inachevée
- La zampa del gatto (it), comédie en un acte (Florence, Arena Nazionale, 11 avril 1883)
- La sirena (it), comédie en un acte (Rome, Teatro Valle, 22 octobre 1883)
- Resa a discrezione (it), comédie en quatre actes (Milan, Teatro dei Filodrammatici (it), 29 mars 1886)
- La tardi ravveduta (it), comédie en deux actes (Cernobbio, Teatrino della villa dei Visconti di Modrone, 30 septembre 1886)
- Tristi amori (it), comédie en trois actes (Rome, Teatro Valle, 1887)
- La signora di Challant (it), comédie en cinq actes (Turin, Teatro Carignano, 14 octobre 1891)
- Diritti dell'anima (it), comédie en un acte (Vérone, Teatro Nuovo (it), 26 février 1894)
- Come le foglie (it), comédie en quatre actes (Milan, Teatro Manzoni, 31 janvier 1900)
- Il più forte (it), comédie en trois actes (Turin, Teatro Alfieri (it), 25 novembre 1904)
- I figli del marchese Arturo (it), comédie en quatre actes (Milan, Teatro Manzoni, 1er décembre 1873)
- Intrighi eleganti (it), comédie en cinq actes
- Gli annoiati (it), comédie en trois actes (1874)
- L'onorevole Ercole Malladri (it), comédie en quatre actes (Turin, Teatro Carignano, 20 octobre 1884)

### Librettos

#### Opéras
- Una partita a scacchi (it), écrit avec Pietro Abbà Cornaglia (1892)
- La Bohème, par Giacomo Puccini, écrit avec Luigi Illica (1896)
- Tosca, par Giacomo Puccini, écrit avec Luigi Illica (1900)
- Madame Butterfly (Madama Butterfly), par Giacomo Puccini, écrit avec Luigi Illica (1904)

#### Oratorios
- Caino (it), par Lorenzo Perosi, inachevé (1898)